# Liga Venezolana de Béisbol Profesional 2004-05
La temporada de la Liga Venezolana de Béisbol Profesional 2004-05 comenzó el 14 de octubre de 2004, en el Estadio José Pérez Colmenares de Maracay y concluyó el 30 de enero de 2005. El título de esa temporada fue para los Tigres de Aragua, siendo el quinto y el segundo de manera consecutiva para ese conjunto.
Al iniciar la temporada, partían como favoritos los Leones del Caracas y los Tigres de Aragua, el primero por tener una buena cantidad de jugadores de las Grandes Ligas en sus filas y el segundo por ser el defensor del título 2003-2004.
El sistema clasificatorio dividía la Liga en dos grupos. Cada grupo estaba integrado por cuatro equipos cada uno, de donde se clasificaban los dos mejores de cada división y el mejor tercero al Round Robin.
Esa temporada fue seleccionado como mánager del año el estratega de Pastora de los Llanos, Luis Dorante.
Hecho Destacado:
Un hecho destacado fue el Homerun de Álex Cabrera contra Horacio Estrada en la semana 2 del Round Robin en el estadio José Pérez Colmenares sede de los Tigres de Aragua durante el desarrollo del 1.er inning, dónde el equipo Pastora de los Llanos llego a fabricar 4 carreras pero a la postre el equipo Home Club voltearía el marcador para terminar ganando el juego 6 carreras a 5. 
Este monumental batazo recorrió una distancia superior a los 400 pies llegando la bola de aire al estacionamiento en la parte posterior quedando registrado como uno de los más largos dados en este estadio.

## Temporada regular
División Occidental
| Pos | Equipo                | J  | G  | P  | AVE. | V |
| --- | --------------------- | -- | -- | -- | ---- | - |
| 1   | Cardenales de Lara    | 62 | 33 | 29 | .532 | - |
| 2   | Pastora de Los Llanos | 61 | 31 | 30 | .508 | 2 |
| 3   | Tigres de Aragua      | 62 | 31 | 31 | .500 | 2 |
| 4   | Águilas del Zulia     | 61 | 28 | 33 | .459 | 5 |

División Oriental
| Pos | Equipo                    | J  | G  | P  | AVE. | V  |
| --- | ------------------------- | -- | -- | -- | ---- | -- |
| 1   | Leones del Caracas        | 61 | 39 | 22 | .639 | -  |
| 2   | Caribes de Oriente        | 61 | 36 | 25 | .590 | 3  |
| 3   | Navegantes del Magallanes | 62 | 27 | 35 | .436 | 12 |
| 4   | Tiburones de La Guaira    | 62 | 21 | 41 | .339 | 18 |

|  | Clasificó al Round Robin o Todos contra Todos |
|  | Quedó eliminado                               |

### Partidos
| Navegantes del Magallanes | 2 - 5  | Caribes de Oriente        | Alfonso Chico Carrasquel                 | 14 de octubre | 7:30p. m.  |              |
| Tiburones de La Guaira    | 2 - 5  | Leones del Caracas        | Universitario de Caracas                 | 14 de octubre | 7:30p. m.  | Meridiano TV |
| Cardenales de Lara        | 6 - 8  | Tigres de Aragua          | José Pérez Colmenares                    | 14 de octubre | 7:30p. m.  |              |
| Águilas del Zulia         | 3 - 2  | Pastora de Los Llanos     | Estadio Bachiller Julio Hernández Molina | 14 de octubre | 7:30p. m.  |              |
| Navegantes del Magallanes | 6 - 7  | Caribes de Oriente        | Alfonso Chico Carrasquel                 | 15 de octubre | 7:30p. m.  | Meridiano TV |
| Águilas del Zulia         | 9 - 17 | Leones del Caracas        | Universitario de Caracas                 | 15 de octubre | 7:30p. m.  |              |
| Tiburones de La Guaira    | 4 - 1  | Tigres de Aragua          | José Pérez Colmenares                    | 15 de octubre | 7:30p. m.  |              |
| Pastora de Los Llanos     | 0 - 2  | Cardenales de Lara        | Antonio Herrera Gutiérrez                | 15 de octubre | 7:30p. m.  | Promar TV    |
| Leones del Caracas        | 1 - 6  | Caribes de Oriente        | Alfonso Chico Carrasquel                 | 16 de octubre | 5:30p. m.  |              |
| Cardenales de Lara        | 4 - 11 | Pastora de Los Llanos     | Estadio Bachiller Julio Hernández Molina | 16 de octubre | 5:30p. m.  | Promar TV    |
| Tigres de Aragua          | 1 - 5  | Navegantes del Magallanes | José Bernardo Pérez                      | 16 de octubre | 5:30p. m.  |              |
| Águilas del Zulia         | 10 - 1 | Tiburones de La Guaira    | Universitario de Caracas                 | 16 de octubre | 6:30p. m.  |              |
| Leones del Caracas        | 9 - 3  | Caribes de Oriente        | Alfonso Chico Carrasquel                 | 17 de octubre | 12:15p. m. | Venevisión   |
| Águilas del Zulia         | 6 - 7  | Cardenales de Lara        | Antonio Herrera Gutiérrez                | 17 de octubre | 1:30p. m.  | Promar TV    |
| Tigres de Aragua          | 6 - 4  | Tiburones de La Guaira    | Universitario de Caracas                 | 17 de octubre | 4:00p. m.  |              |
| Pastora de Los Llanos     | 10 - 4 | Navegantes del Magallanes | José Bernardo Pérez                      | 17 de octubre | 5:30p. m.  |              |

| Caribes de Oriente        | 7 - 6  | Leones del Caracas        | Universitario de Caracas                 | 19 de octubre | 7:30p. m.  |                      |
| Cardenales de Lara        | 6 - 9  | Navegantes del Magallanes | José Bernardo Pérez                      | 19 de octubre | 7:30p. m.  |                      |
| Tigres de Aragua          | 8 - 2  | Águilas del Zulia         | Luis Aparicio "El Grande"                | 19 de octubre | 7:30p. m.  | Meridiano TV         |
| Tiburones de La Guaira    | 2 - 1  | Pastora de Los Llanos     | Estadio Bachiller Julio Hernández Molina | 19 de octubre | 7:30p. m.  |                      |
| Pastora de Los Llanos     | 9 - 16 | Leones del Caracas        | Universitario de Caracas                 | 20 de octubre | 7:30p. m.  |                      |
| Tigres de Aragua          | 10 - 8 | Águilas del Zulia         | Luis Aparicio "El Grande"                | 20 de octubre | 7:30p. m.  |                      |
| Tiburones de La Guaira    | 0 - 5  | Cardenales de Lara        | Antonio Herrera Gutiérrez                | 20 de octubre | 7:30p. m.  | Promar TV Fox Sports |
| Caribes de Oriente        | 5 - 6  | Navegantes del Magallanes | Estadio de Béisbol Yaracuy               | 20 de octubre | 7:30p. m.  |                      |
| Leones del Caracas        | 2 - 1  | Navegantes del Magallanes | José Bernardo Pérez                      | 21 de octubre | 7:30p. m.  | Meridiano TV         |
| Pastora de Los Llanos     | 3 - 4  | Tiburones de La Guaira    | Universitario de Caracas                 | 21 de octubre | 7:30p. m.  |                      |
| Caribes de Oriente        | 4 - 8  | Cardenales de Lara        | Antonio Herrera Gutiérrez                | 21 de octubre | 7:30p. m.  | Promar TV            |
| Tigres de Aragua          | 1 - 0  | Águilas del Zulia         | Luis Aparicio "El Grande"                | 21 de octubre | 7:30p. m.  |                      |
| Navegantes del Magallanes | 9 - 15 | Tiburones de La Guaira    | Universitario de Caracas                 | 22 de octubre | 7:30p. m.  | Meridiano TV         |
| Caribes de Oriente        | 0 - 4  | Águilas del Zulia         | Luis Aparicio "El Grande"                | 22 de octubre | 7:30p. m.  |                      |
| Leones del Caracas        | 1 - 4  | Cardenales de Lara        | Antonio Herrera Gutiérrez                | 22 de octubre | 7:30p. m.  | Promar TV            |
| Pastora de Los Llanos     | 4 - 5  | Tigres de Aragua          | José Pérez Colmenares                    | 22 de octubre | 7:30p. m.  |                      |
| Caribes de Oriente        | 5 - 1  | Águilas del Zulia         | Luis Aparicio "El Grande"                | 23 de octubre | 5:00p. m.  |                      |
| Caribes de Oriente        | 11 - 1 | Águilas del Zulia         | Luis Aparicio "El Grande"                | 23 de octubre | 8:30p. m.  |                      |
| Tiburones de La Guaira    | 12 - 4 | Navegantes del Magallanes | José Bernardo Pérez                      | 23 de octubre | 5:30p. m.  |                      |
| Tigres de Aragua          | 9 - 5  | Pastora de Los Llanos     | Estadio Bachiller Julio Hernández Molina | 23 de octubre | 5:30p. m.  |                      |
| Cardenales de Lara        | 7 - 0  | Leones del Caracas        | Universitario de Caracas                 | 23 de octubre | 6:30p. m.  | Meridiano TV         |
| Navegantes del Magallanes | 7 - 3  | Pastora de Los Llanos     | Estadio Bachiller Julio Hernández Molina | 24 de octubre | 12:15p. m. | Venevisión           |
| Cardenales de Lara        | 3 - 4  | Tigres de Aragua          | José Pérez Colmenares                    | 24 de octubre | 1:30p. m.  |                      |
| Tiburones de La Guaira    | 1 - 2  | Leones del Caracas        | Universitario de Caracas                 | 24 de octubre | 4:00p. m.  |                      |
| Caribes de Oriente        | 3 - 4  | Águilas del Zulia         | Luis Aparicio "El Grande"                | 24 de octubre | 4:00p. m.  |                      |

| Tiburones de La Guaira    | 1 - 3      | Caribes de Oriente        | Alfonso Chico Carrasquel                 | 26 de octubre | 7:30p. m. |                      |
| Tigres de Aragua          | 1 - 4      | Leones del Caracas        | Universitario de Caracas                 | 26 de octubre | 7:30p. m. | Meridiano TV         |
| Pastora de Los Llanos     | 6 - 3      | Navegantes del Magallanes | José Bernardo Pérez                      | 26 de octubre | 7:30p. m. |                      |
| Águilas del Zulia         | 9 - 15     | Cardenales de Lara        | Antonio Herrera Gutiérrez                | 26 de octubre | 7:30p. m. | Promar TV            |
| Tiburones de La Guaira    | 4 - 3      | Caribes de Oriente        | Alfonso Chico Carrasquel                 | 27 de octubre | 7:30p. m. |                      |
| Navegantes del Magallanes | 1 - 2      | Leones del Caracas        | Universitario de Caracas                 | 27 de octubre | 7:30p. m. |                      |
| Cardenales de Lara        | 4 - 2      | Pastora de Los Llanos     | Estadio Bachiller Julio Hernández Molina | 27 de octubre | 7:30p. m. | Promar TV Fox Sports |
| Tigres de Aragua          | 7 - 2      | Águilas del Zulia         | Luis Aparicio "El Grande"                | 27 de octubre | 7:30p. m. |                      |
| Águilas del Zulia         | 4 - 3      | Leones del Caracas        | Universitario de Caracas                 | 28 de octubre | 7:30p. m. |                      |
| Tigres de Aragua          | 7 - 12     | Navegantes del Magallanes | José Bernardo Pérez                      | 28 de octubre | 7:30p. m. |                      |
| Tiburones de La Guaira    | 4 - 9      | Caribes de Oriente        | Alfonso Chico Carrasquel                 | 28 de octubre | 7:30p. m. |                      |
| Pastora de Los Llanos     | Suspendido | Cardenales de Lara        | Antonio Herrera Gutiérrez                | 28 de octubre | 7:30p. m. | Promar TV            |
| Águilas del Zulia         | Suspendido | Caribes de Oriente        | Alfonso Chico Carrasquel                 | 29 de octubre | 7:30p. m. |                      |
| Navegantes del Magallanes | 3 - 4      | Tiburones de La Guaira    | Universitario de Caracas                 | 29 de octubre | 7:30p. m. | Meridiano TV         |
| Leones del Caracas        | 4 - 2      | Pastora de Los Llanos     | Estadio Bachiller Julio Hernández Molina | 29 de octubre | 7:30p. m. |                      |
| Cardenales de Lara        | 8 - 4      | Tigres de Aragua          | José Pérez Colmenares                    | 29 de octubre | 7:30p. m. |                      |
| Águilas del Zulia         | Suspendido | Caribes de Oriente        | Alfonso Chico Carrasquel                 | 30 de octubre | 5:00p. m. |                      |
| Águilas del Zulia         | Suspendido | Caribes de Oriente        | Alfonso Chico Carrasquel                 | 30 de octubre | 8:30p. m. |                      |
| Leones del Caracas        | 2 - 8      | Cardenales de Lara        | Antonio Herrera Gutiérrez                | 30 de octubre | 5:30p. m. | Promar TV            |
| Pastora de Los Llanos     | Suspendido | Tiburones de La Guaira    | Universitario de Caracas                 | 30 de octubre | 6:30p. m. |                      |
| Navegantes del Magallanes | 6 - 3      | Tigres de Aragua          | José Pérez Colmenares                    | 30 de octubre | 6:30p. m. | Meridiano TV         |
| Tigres de Aragua          | 5 - 0      | Cardenales de Lara        | Antonio Herrera Gutiérrez                | 31 de octubre | 1:30p. m. | Promar TV            |
| Tigres de Aragua          | 14 - 0     | Cardenales de Lara        | Antonio Herrera Gutiérrez                | 31 de octubre | 5:00p. m. | Promar TV            |
| Águilas del Zulia         | 1 - 0      | Caribes de Oriente        | Alfonso Chico Carrasquel                 | 31 de octubre | 5:00p. m. |                      |
| Águilas del Zulia         | 4 - 2      | Caribes de Oriente        | Alfonso Chico Carrasquel                 | 31 de octubre | 8:30p. m. |                      |

| Leones del Caracas        | 9 - 5  | Navegantes del Magallanes | José Bernardo Pérez                      | 1 de noviembre                    | 7:30p. m.  | Venevisión           |
| Tiburones de La Guaira    | 8 - 6  | Leones del Caracas        | Universitario de Caracas                 | 2 de noviembre Día de los Muertos | 7:30p. m.  | Meridiano TV         |
| Navegantes del Magallanes | 2 - 11 | Águilas del Zulia         | Luis Aparicio "El Grande"                | 2 de noviembre Día de los Muertos | 7:30p. m.  |                      |
| Tigres de Aragua          | 1 - 0  | Pastora de los Llanos     | Estadio Bachiller Julio Hernández Molina | 2 de noviembre Día de los Muertos | 7:30p. m.  |                      |
| Leones del Caracas        | 10 - 2 | Tiburones de La Guaira    | Universitario de Caracas                 | 3 de noviembre                    | 7:30p. m.  |                      |
| Caribes de Oriente        | 8 - 6  | Tigres de Aragua          | José Pérez Colmenares                    | 3 de noviembre                    | 7:30p. m.  |                      |
| Pastora de Los Llanos     | 3 - 4  | Cardenales de Lara        | Antonio Herrera Gutiérrez                | 3 de noviembre                    | 7:30p. m.  | Promar TV Fox Sports |
| Navegantes del Magallanes | 2 - 8  | Águilas del Zulia         | Luis Aparicio "El Grande"                | 3 de noviembre                    | 7:30p. m.  |                      |
| Cardenales de Lara        | 11 - 7 | Tiburones de La Guaira    | Universitario de Caracas                 | 4 de noviembre                    | 7:30p. m.  |                      |
| Leones del Caracas        | 9 - 4  | Tigres de Aragua          | José Pérez Colmenares                    | 4 de noviembre                    | 7:30p. m.  | Meridiano TV         |
| Pastora de Los Llanos     | 3 - 5  | Águilas del Zulia         | Luis Aparicio "El Grande"                | 4 de noviembre                    | 7:30p. m.  |                      |
| Caribes de Oriente        | 0 - 3  | Navegantes del Magallanes | Estadio de Béisbol Yaracuy               | 4 de noviembre                    | 7:30p. m.  |                      |
| Cardenales de Lara        | 14 - 2 | Leones del Caracas        | Universitario de Caracas                 | 5 de noviembre                    | 7:30p. m.  |                      |
| Tiburones de La Guaira    | 8 - 4  | Navegantes del Magallanes | José Bernardo Pérez                      | 5 de noviembre                    | 7:30p. m.  | Meridiano TV         |
| Caribes de Oriente        | 6 - 5  | Tigres de Aragua          | José Pérez Colmenares                    | 5 de noviembre                    | 7:30p. m.  |                      |
| Pastora de Los Llanos     | 1 - 6  | Águilas del Zulia         | Luis Aparicio "El Grande"                | 5 de noviembre                    | 7:30p. m.  |                      |
| Tiburones de La Guaira    | 1 - 5  | Águilas del Zulia         | Luis Aparicio "El Grande"                | 6 de noviembre                    | 5:30p. m.  |                      |
| Navegantes del Magallanes | 4 - 3  | Pastora de Los Llanos     | Estadio Bachiller Julio Hernández Molina | 6 de noviembre                    | 5:30p. m.  | Meridiano TV         |
| Tigres de Aragua          | 9 - 8  | Cardenales de Lara        | Antonio Herrera Gutiérrez                | 6 de noviembre                    | 5:30p. m.  | Promar TV            |
| Caribes de Oriente        | 4 - 3  | Leones del Caracas        | Universitario de Caracas                 | 6 de noviembre                    | 6:30p. m.  |                      |
| Navegantes del Magallanes | 0 - 6  | Tigres de Aragua          | José Pérez Colmenares                    | 7 de noviembre                    | 12:15p. m. | Venevisión           |
| Caribes de Oriente        | 0 - 1  | Leones del Caracas        | Universitario de Caracas                 | 7 de noviembre                    | 4:00p. m.  |                      |
| Tiburones de La Guaira    | 4 - 3  | Águilas del Zulia         | Luis Aparicio "El Grande"                | 7 de noviembre                    | 4:00p. m.  |                      |
| Cardenales de Lara        | 12 - 6 | Pastora de Los Llanos     | Estadio Bachiller Julio Hernández Molina | 7 de noviembre                    | 5:30p. m.  | Promar TV            |

| Navegantes del Magallanes | 6 - 7      | Tiburones de La Guaira    | Universitario de Caracas                 | 9 de noviembre  | 7:30p. m. |              |
| Tigres de Aragua          | 12 - 3     | Caribes de Oriente        | Alfonso Chico Carrasquel                 | 9 de noviembre  | 7:30p. m. |              |
| Pastora de Los Llanos     | Suspendido | Águilas del Zulia         | Luis Aparicio "El Grande"                | 9 de noviembre  | 7:30p. m. |              |
| Leones del Caracas        | Suspendido | Cardenales de Lara        | Antonio Herrera Gutiérrez                | 9 de noviembre  | 7:30p. m. | Meridiano TV |
| Cardenales de Lara        | Suspendido | Tiburones de La Guaira    | Universitario de Caracas                 | 10 de noviembre | 7:30p. m. |              |
| Águilas del Zulia         | Suspendido | Navegantes del Magallanes | José Bernardo Pérez                      | 10 de noviembre | 7:30p. m. |              |
| Leones del Caracas        | Suspendido | Pastora de Los Llanos     | Estadio Bachiller Julio Hernández Molina | 10 de noviembre | 7:30p. m. | Fox Sports   |
| Tigres de Aragua          | 5 - 2      | Caribes de Oriente        | Alfonso Chico Carrasquel                 | 10 de noviembre | 7:30p. m. |              |
| Águilas del Zulia         | 7 - 3      | Tigres de Aragua          | José Pérez Colmenares                    | 11 de noviembre | 7:30p. m. |              |
| Pastora de Los Llanos     | 10 - 6     | Leones del Caracas        | Universitario de Caracas                 | 11 de noviembre | 7:30p. m. |              |
| Cardenales de Lara        | 3 - 0      | Navegantes del Magallanes | José Bernardo Pérez                      | 11 de noviembre | 7:30p. m. | Meridiano TV |
| Pastora de Los Llanos     | 1 - 3      | Caribes de Oriente        | Alfonso Chico Carrasquel                 | 12 de noviembre | 7:30p. m. |              |
| Águilas del Zulia         | 7 - 8      | Leones del Caracas        | Universitario de Caracas                 | 12 de noviembre | 7:30p. m. |              |
| Navegantes del Magallanes | 4 - 13     | Cardenales de Lara        | Antonio Herrera Gutiérrez                | 12 de noviembre | 7:30p. m. | Promar TV    |
| Tigres de Aragua          | 0 - 7      | Tiburones de La Guaira    | Universitario de Caracas                 | 12 de noviembre | 7:30p. m. | Meridiano TV |
| Pastora de Los Llanos     | 5 - 6      | Caribes de Oriente        | Alfonso Chico Carrasquel                 | 13 de noviembre | 5:00p. m. |              |
| Pastora de Los Llanos     | 0 - 3      | Caribes de Oriente        | Alfonso Chico Carrasquel                 | 13 de noviembre | 8:30p. m. |              |
| Cardenales de Lara        | 4 - 11     | Tigres de Aragua          | José Pérez Colmenares                    | 13 de noviembre | 5:30p. m. |              |
| Águilas del Zulia         | 9 - 7      | Navegantes del Magallanes | José Bernardo Pérez                      | 13 de noviembre | 5:30p. m. |              |
| Leones del Caracas        | 1 - 2      | Tiburones de La Guaira    | Universitario de Caracas                 | 13 de noviembre | 6:30p. m. | Meridiano TV |
| Águilas del Zulia         | 8 - 1      | Cardenales de Lara        | Antonio Herrera Gutiérrez                | 14 de noviembre | 1:30p. m. | Promar TV    |
| Tigres de Aragua          | 6 - 2      | Tiburones de La Guaira    | Universitario de Caracas                 | 14 de noviembre | 4:00p. m. |              |
| Leones del Caracas        | 3 - 2      | Navegantes del Magallanes | José Bernardo Pérez                      | 14 de noviembre | 5:30p. m. | Venevisión   |
| Pastora de Los Llanos     | 5 - 2      | Caribes de Oriente        | Alfonso Chico Carrasquel                 | 14 de noviembre | 5:30p. m. |              |

| Pastora de Los Llanos     | 12 - 13    | Leones del Caracas        | Universitario de Caracas                 | 15 de noviembre | 7:30p. m.  | Fox Sports   |
| Águilas del Zulia         | 8 - 6      | Navegantes del Magallanes | José Bernardo Pérez                      | 15 de noviembre | 7:30p. m.  |              |
| Caribes de Oriente        | 10 - 4     | Tiburones de La Guaira    | Universitario de Caracas                 | 16 de noviembre | 7:30p. m.  |              |
| Tigres de Aragua          | Suspendido | Cardenales de Lara        | Antonio Herrera Gutiérrez                | 16 de noviembre | 7:30p. m.  | Meridiano TV |
| Navegantes del Magallanes | Suspendido | Leones del Caracas        | Universitario de Caracas                 | 17 de noviembre | 7:30p. m.  | Venevisión   |
| Tiburones de La Guaira    | 0 - 1      | Tigres de Aragua          | José Pérez Colmenares                    | 17 de noviembre | 7:30p. m.  | Fox Sports   |
| Cardenales de Lara        | 4 - 3      | Águilas del Zulia         | Luis Aparicio "El Grande"                | 17 de noviembre | 7:30p. m.  |              |
| Caribes de Oriente        | 5 - 6      | Pastora de Los Llanos     | Estadio Bachiller Julio Hernández Molina | 17 de noviembre | 7:30p. m.  |              |
| Cardenales de Lara        | 16 - 3     | Águilas del Zulia         | Luis Aparicio "El Grande"                | 18 de noviembre | 11:30a. m. | Meridiano TV |
| Tigres de Aragua          | 3 - 5      | Leones del Caracas        | Universitario de Caracas                 | 18 de noviembre | 7:30p. m.  |              |
| Caribes de Oriente        | 15 - 6     | Pastora de Los Llanos     | Estadio Bachiller Julio Hernández Molina | 18 de noviembre | 7:30p. m.  |              |
| Tiburones de La Guaira    | 3 - 9      | Navegantes del Magallanes | José Bernardo Pérez                      | 18 de noviembre | 7:30p. m.  |              |
| Caribes de Oriente        | 4 - 2      | Tiburones de La Guaira    | Universitario de Caracas                 | 19 de noviembre | 7:30p. m.  |              |
| Leones del Caracas        | 3 - 4      | Tigres de Aragua          | José Pérez Colmenares                    | 19 de noviembre | 7:30p. m.  |              |
| Pastora de Los Llanos     | 9 - 11     | Navegantes del Magallanes | José Bernardo Pérez                      | 19 de noviembre | 7:30p. m.  |              |
| Cardenales de Lara        | 6 - 2      | Águilas del Zulia         | Luis Aparicio "El Grande"                | 19 de noviembre | 7:30p. m.  | Meridiano TV |
| Caribes de Oriente        | 2 - 0      | Tigres de Aragua          | José Pérez Colmenares                    | 20 de noviembre | 5:30p. m.  |              |
| Navegantes del Magallanes | 1 - 4      | Águilas del Zulia         | Luis Aparicio "El Grande"                | 20 de noviembre | 5:30p. m.  | Meridiano TV |
| Pastora de Los Llanos     | 3 - 2      | Cardenales de Lara        | Antonio Herrera Gutiérrez                | 20 de noviembre | 5:30p. m.  | Promar TV    |
| Tiburones de La Guaira    | 8 - 9      | Leones del Caracas        | Universitario de Caracas                 | 20 de noviembre | 6:30p. m.  |              |
| Navegantes del Magallanes | 2 - 1      | Águilas del Zulia         | Luis Aparicio "El Grande"                | 21 de noviembre | 12:15p. m. | Venevisión   |
| Tiburones de La Guaira    | 3 - 5      | Tigres de Aragua          | José Pérez Colmenares                    | 21 de noviembre | 1:30p. m.  |              |
| Caribes de Oriente        | Suspendido | Leones del Caracas        | Universitario de Caracas                 | 21 de noviembre | 4:00p. m.  |              |
| Cardenales de Lara        | 6 - 5      | Pastora de Los Llanos     | Estadio Bachiller Julio Hernández Molina | 21 de noviembre | 5:30p. m.  | Promar TV    |

| Navegantes del Magallanes | 2 - 3      | Leones del Caracas        | Universitario de Caracas                 | 23 de noviembre | 7:30p. m.  | Meridiano TV |
| Tigres de Aragua          | 5 - 7      | Caribes de Oriente        | Alfonso Chico Carrasquel                 | 23 de noviembre | 7:30p. m.  |              |
| Tiburones de La Guaira    | 5 - 16     | Cardenales de Lara        | Antonio Herrera Gutiérrez                | 23 de noviembre | 7:30p. m.  | Promar TV    |
| Águilas del Zulia         | 7 - 14     | Pastora de Los Llanos     | Estadio Bachiller Julio Hernández Molina | 23 de noviembre | 7:30p. m.  |              |
| Águilas del Zulia         | 0 - 5      | Navegantes del Magallanes | José Bernardo Pérez                      | 24 de noviembre | 5:00p. m.  | Fox Sports   |
| Águilas del Zulia         | 5 - 8      | Navegantes del Magallanes | José Bernardo Pérez                      | 24 de noviembre | 8:30p. m.  | Fox Sports   |
| Tigres de Aragua          | 4 - 9      | Caribes de Oriente        | Alfonso Chico Carrasquel                 | 24 de noviembre | 7:30p. m.  |              |
| Tiburones de La Guaira    | 1 - 2      | Pastora de Los Llanos     | Estadio Bachiller Julio Hernández Molina | 24 de noviembre | 7:30p. m.  |              |
| Cardenales de Lara        | 4 - 5      | Leones del Caracas        | Universitario de Caracas                 | 24 de noviembre | 7:30p. m.  |              |
| Águilas del Zulia         | 2 - 3      | Leones del Caracas        | Universitario de Caracas                 | 25 de noviembre | 7:30p. m.  |              |
| Tiburones de La Guaira    | 0 - 3      | Navegantes del Magallanes | José Bernardo Pérez                      | 25 de noviembre | 7:30p. m.  | Meridiano TV |
| Pastora de Los Llanos     | 6 - 2      | Tigres de Aragua          | José Pérez Colmenares                    | 25 de noviembre | 7:30p. m.  |              |
| Leones del Caracas        | 5 - 12     | Caribes de Oriente        | Alfonso Chico Carrasquel                 | 26 de noviembre | 7:30p. m.  | Meridiano TV |
| Águilas del Zulia         | 11 - 2     | Tiburones de La Guaira    | Universitario de Caracas                 | 26 de noviembre | 7:30p. m.  |              |
| Cardenales de Lara        | 6 - 4      | Pastora de Los Llanos     | Estadio Bachiller Julio Hernández Molina | 26 de noviembre | 7:30p. m.  | Promar TV    |
| Navegantes del Magallanes | 6 - 3      | Tigres de Aragua          | José Pérez Colmenares                    | 26 de noviembre | 7:30p. m.  |              |
| Pastora de Los Llanos     | 10 - 3     | Cardenales de Lara        | Antonio Herrera Gutiérrez                | 27 de noviembre | 5:00p. m.  | Promar TV    |
| Pastora de Los Llanos     | 7 - 5      | Cardenales de Lara        | Antonio Herrera Gutiérrez                | 27 de noviembre | 8:30p. m.  | Promar TV    |
| Tigres de Aragua          | 7 - 13     | Navegantes del Magallanes | José Bernardo Pérez                      | 27 de noviembre | 5:30p. m.  |              |
| Leones del Caracas        | Suspendido | Caribes de Oriente        | Alfonso Chico Carrasquel                 | 27 de noviembre | 5:30p. m.  |              |
| Águilas del Zulia         | 6 - 3      | Tiburones de La Guaira    | Universitario de Caracas                 | 27 de noviembre | 6:30p. m.  |              |
| Navegantes del Magallanes | 4 - 1      | Cardenales de Lara        | Antonio Herrera Gutiérrez                | 28 de noviembre | 12:15p. m. | Venevisión   |
| Tigres de Aragua          | 13 - 3     | Tiburones de La Guaira    | Universitario de Caracas                 | 28 de noviembre | 4:00p. m.  |              |
| Leones del Caracas        | 10 - 1     | Caribes de Oriente        | Alfonso Chico Carrasquel                 | 28 de noviembre | 5:30p. m.  |              |
| Águilas del Zulia         | 5 - 9      | Pastora de Los Llanos     | Estadio Bachiller Julio Hernández Molina | 28 de noviembre | 5:30p. m.  |              |

| Navegantes del Magallanes | 3 - 5      | Leones del Caracas        | Universitario de Caracas                 | 29 de noviembre | 7:30p. m.  | Meridiano TV Venevisión |
| Navegantes del Magallanes | 3 - 4      | Leones del Caracas        | Universitario de Caracas                 | 30 de noviembre | 7:30p. m.  | Meridiano TV            |
| Tigres de Aragua          | 1 - 3      | Pastora de Los Llanos     | Estadio Bachiller Julio Hernández Molina | 30 de noviembre | 7:30p. m.  |                         |
| Tiburones de La Guaira    | 6 - 13     | Cardenales de Lara        | Antonio Herrera Gutiérrez                | 30 de noviembre | 7:30p. m.  | Promar TV               |
| Tiburones de La Guaira    | 3 - 4      | Pastora de Los Llanos     | Estadio Bachiller Julio Hernández Molina | 1 de diciembre  | 7:30p. m.  | Fox Sports              |
| Cardenales de Lara        | 9 - 4      | Tigres de Aragua          | José Pérez Colmenares                    | 1 de diciembre  | 7:30p. m.  |                         |
| Leones del Caracas        | 0 - 7      | Águilas del Zulia         | Luis Aparicio "El Grande"                | 1 de diciembre  | 7:30p. m.  |                         |
| Caribes de Oriente        | 10 - 5     | Navegantes del Magallanes | José Bernardo Pérez                      | 1 de diciembre  | 7:30p. m.  |                         |
| Cardenales de Lara        | 2 - 3      | Tiburones de La Guaira    | Universitario de Caracas                 | 2 de diciembre  | 5:30p. m.  |                         |
| Cardenales de Lara        | 5 - 2      | Tiburones de La Guaira    | Universitario de Caracas                 | 2 de diciembre  | 8:30p. m.  |                         |
| Navegantes del Magallanes | 6 - 4      | Tigres de Aragua          | José Pérez Colmenares                    | 2 de diciembre  | 7:30p. m.  | Meridiano TV            |
| Caribes de Oriente        | 7 - 6      | Pastora de Los Llanos     | Estadio Bachiller Julio Hernández Molina | 2 de diciembre  | 7:30p. m.  |                         |
| Leones del Caracas        | 7 - 3      | Águilas del Zulia         | Luis Aparicio "El Grande"                | 2 de diciembre  | 7:30p. m.  |                         |
| Leones del Caracas        | 12 - 4     | Navegantes del Magallanes | José Bernardo Pérez                      | 3 de diciembre  | 7:30p. m.  | Venevisión              |
| Caribes de Oriente        | 9 - 3      | Cardenales de Lara        | Antonio Herrera Gutiérrez                | 3 de diciembre  | 7:30p. m.  | Promar TV               |
| Pastora de Los Llanos     | 6 - 5      | Águilas del Zulia         | Luis Aparicio "El Grande"                | 3 de diciembre  | 7:30p. m.  |                         |
| Tigres de Aragua          | Suspendido | Tiburones de La Guaira    | Universitario de Caracas                 | 3 de diciembre  | 7:30p. m.  |                         |
| Tiburones de La Guaira    | 1 - 3      | Navegantes del Magallanes | José Bernardo Pérez                      | 4 de diciembre  | 5:30p. m.  | Meridiano TV            |
| Caribes de Oriente        | 9 - 10     | Cardenales de Lara        | Antonio Herrera Gutiérrez                | 4 de diciembre  | 5:30p. m.  | Promar TV               |
| Pastora de Los Llanos     | 4 - 6      | Águilas del Zulia         | Luis Aparicio "El Grande"                | 4 de diciembre  | 5:30p. m.  |                         |
| Tigres de Aragua          | 6 - 11     | Leones del Caracas        | Universitario de Caracas                 | 4 de diciembre  | 6:30p. m.  |                         |
| Navegantes del Magallanes | 2 - 9      | Cardenales de Lara        | Antonio Herrera Gutiérrez                | 5 de diciembre  | 12:15p. m. | Venevisión Promar TV    |
| Caribes de Oriente        | 3 - 1      | Tigres de Aragua          | José Pérez Colmenares                    | 5 de diciembre  | 1:30p. m.  |                         |
| Pastora de Los Llanos     | 3 - 0      | Águilas del Zulia         | Luis Aparicio "El Grande"                | 5 de diciembre  | 4:00p. m.  |                         |
| Tiburones de La Guaira    | 5 - 6      | Leones del Caracas        | Universitario de Caracas                 | 5 de diciembre  | 5:30p. m.  | Venevisión              |
| Leones del Caracas        | 4 - 1      | Cardenales de Lara        | Antonio Herrera Gutiérrez                | 6 de diciembre  | 6:30p. m.  | Meridiano TV            |

| Orientales | 3 - 1 | Occidentales | Antonio Herrera Gutiérrez | 7 de diciembre | 7:00p. m. | RCTV |

| Tiburones de La Guaira    | 5 - 1   | Caribes de Oriente        | Alfonso Chico Carrasquel                 | 8 de diciembre  | 7:30p. m. |                      |
| Tigres de Aragua          | 13 - 6  | Leones del Caracas        | Universitario de Caracas                 | 8 de diciembre  | 7:30p. m. |                      |
| Águilas del Zulia         | 9 - 1   | Cardenales de Lara        | Antonio Herrera Gutiérrez                | 8 de diciembre  | 7:30p. m. | Promar TV Fox Sports |
| Navegantes del Magallanes | 6 - 4   | Pastora de Los Llanos     | Estadio Bachiller Julio Hernández Molina | 8 de diciembre  | 7:30p. m. |                      |
| Tiburones de La Guaira    | 6 - 10  | Caribes de Oriente        | Alfonso Chico Carrasquel                 | 9 de diciembre  | 7:30p. m. |                      |
| Cardenales de Lara        | 1 - 8   | Leones del Caracas        | Universitario de Caracas                 | 9 de diciembre  | 7:30p. m. |                      |
| Tigres de Aragua          | 0 - 6   | Águilas del Zulia         | Luis Aparicio "El Grande"                | 9 de diciembre  | 7:30p. m. |                      |
| Pastora de Los Llanos     | 7 - 1   | Navegantes del Magallanes | José Bernardo Pérez                      | 9 de diciembre  | 7:30p. m. |                      |
| Águilas del Zulia         | 10 - 6  | Tiburones de La Guaira    | Universitario de Caracas                 | 10 de diciembre | 7:30p. m. |                      |
| Tigres de Aragua          | 5 - 8   | Pastora de Los Llanos     | Estadio Bachiller Julio Hernández Molina | 10 de diciembre | 7:30p. m. |                      |
| Leones del Caracas        | 11 - 10 | Navegantes del Magallanes | José Bernardo Pérez                      | 10 de diciembre | 7:30p. m. | Venevisión           |
| Cardenales de Lara        | 5 - 11  | Caribes de Oriente        | Alfonso Chico Carrasquel                 | 10 de diciembre | 7:30p. m. |                      |
| Cardenales de Lara        | 3 - 5   | Caribes de Oriente        | Alfonso Chico Carrasquel                 | 11 de diciembre | 5:00p. m. |                      |
| Cardenales de Lara        | 3 - 4   | Caribes de Oriente        | Alfonso Chico Carrasquel                 | 11 de diciembre | 8:30p. m. |                      |
| Navegantes del Magallanes | 3 - 4   | Tiburones de La Guaira    | Universitario de Caracas                 | 11 de diciembre | 6:30p. m. |                      |
| Águilas del Zulia         | 4 - 5   | Tigres de Aragua          | José Pérez Colmenares                    | 11 de diciembre | 5:30p. m. |                      |
| Leones del Caracas        | 2 - 13  | Pastora de Los Llanos     | Estadio Bachiller Julio Hernández Molina | 11 de diciembre | 5:30p. m. | Meridiano TV         |
| Leones del Caracas        | 1 - 2   | Tiburones de La Guaira    | Universitario de Caracas                 | 12 de diciembre | 2:30p. m. | Venevisión           |
| Águilas del Zulia         | 2 - 4   | Pastora de Los Llanos     | Estadio Bachiller Julio Hernández Molina | 12 de diciembre | 5:00p. m. |                      |
| Águilas del Zulia         | 0 - 4   | Pastora de Los Llanos     | Estadio Bachiller Julio Hernández Molina | 12 de diciembre | 8:30p. m. |                      |
| Cardenales de Lara        | 11 - 9  | Caribes de Oriente        | Alfonso Chico Carrasquel                 | 12 de diciembre | 5:30p. m. |                      |
| Águilas del Zulia         | 5 - 9   | Navegantes del Magallanes | José Bernardo Pérez                      | 12 de diciembre | 5:30p. m. |                      |

| Cardenales de Lara        | 0 - 4   | Tiburones de La Guaira    | Universitario de Caracas                 | 13 de diciembre | 7:30p. m. | Meridiano TV |
| Caribes de Oriente        | 5 - 6   | Tiburones de La Guaira    | Universitario de Caracas                 | 14 de diciembre | 7:30p. m. |              |
| Pastora de Los Llanos     | 8 - 1   | Tigres de Aragua          | José Pérez Colmenares                    | 14 de diciembre | 7:30p. m. |              |
| Cardenales de Lara        | 1 - 12  | Navegantes del Magallanes | José Bernardo Pérez                      | 14 de diciembre | 7:30p. m. |              |
| Leones del Caracas        | 5 - 4   | Águilas del Zulia         | Luis Aparicio "El Grande"                | 14 de diciembre | 7:30p. m. |              |
| Caribes de Oriente        | 11 - 6  | Navegantes del Magallanes | José Bernardo Pérez                      | 15 de diciembre | 7:30p. m. | Fox Sports   |
| Leones del Caracas        | 1 - 8   | Águilas del Zulia         | Luis Aparicio "El Grande"                | 15 de diciembre | 7:30p. m. | Venevisión   |
| Tigres de Aragua          | 1 - 2   | Águilas del Zulia         | Luis Aparicio "El Grande"                | 16 de diciembre | 7:30p. m. |              |
| Navegantes del Magallanes | 1 - 8   | Pastora de Los Llanos     | Estadio Bachiller Julio Hernández Molina | 16 de diciembre | 7:30p. m. |              |
| Caribes de Oriente        | 2 - 5   | Tiburones de La Guaira    | Universitario de Caracas                 | 16 de diciembre | 7:30p. m. |              |
| Leones del Caracas        | 5 - 1   | Cardenales de Lara        | Antonio Herrera Gutiérrez                | 16 de diciembre | 7:30p. m. | Meridiano TV |
| Tigres de Aragua          | 4 - 5   | Águilas del Zulia         | Luis Aparicio "El Grande"                | 17 de diciembre | 7:30p. m. |              |
| Navegantes del Magallanes | 12 - 10 | Leones del Caracas        | Universitario de Caracas                 | 17 de diciembre | 7:30p. m. | Venevisión   |
| Caribes de Oriente        | 5 - 8   | Cardenales de Lara        | Antonio Herrera Gutiérrez                | 17 de diciembre | 7:30p. m. | Promar TV    |
| Tiburones de La Guaira    | 0 - 1   | Pastora de Los Llanos     | Estadio Bachiller Julio Hernández Molina | 17 de diciembre | 5:30p. m. |              |
| Pastora de Los Llanos     | 4 - 1   | Tiburones de La Guaira    | Estadio Bachiller Julio Hernández Molina | 17 de diciembre | 8:30p. m. |              |
| Tigres de Aragua          | 4 - 3   | Cardenales de Lara        | Antonio Herrera Gutiérrez de Carora      | 18 de diciembre | 4:30p. m. | Promar TV    |
| Tigres de Aragua          | 10 - 5  | Cardenales de Lara        | Antonio Herrera Gutiérrez de Carora      | 18 de diciembre | 7:30p. m. | Promar TV    |
| Caribes de Oriente        | 5 - 3   | Navegantes del Magallanes | José Bernardo Pérez                      | 18 de diciembre | 5:30p. m. |              |
| Tiburones de La Guaira    | 9 - 10  | Águilas del Zulia         | Luis Aparicio "El Grande"                | 18 de diciembre | 5:30p. m. |              |
| Pastora de Los Llanos     | 4 - 12  | Leones del Caracas        | Universitario de Caracas                 | 18 de diciembre | 6:30p. m. |              |
| Leones del Caracas        | 1 - 3   | Caribes de Oriente        | Alfonso Chico Carrasquel                 | 19 de diciembre | 1:30p. m. |              |
| Caribes de Oriente        | 6 - 2   | Leones del Caracas        | Alfonso Chico Carrasquel                 | 19 de diciembre | 5:00p. m. |              |
| Pastora de Los Llanos     | 0 - 7   | Tigres de Aragua          | José Pérez Colmenares                    | 19 de diciembre | 1:30p. m. |              |
| Tiburones de La Guaira    | 8 - 6   | Águilas del Zulia         | Luis Aparicio "El Grande"                | 19 de diciembre | 4:00p. m. |              |
| Navegantes del Magallanes | 5 - 4   | Cardenales de Lara        | Antonio Herrera Gutiérrez                | 19 de diciembre | 5:30p. m. | Venevisión   |

| Leones del Caracas        | 8 - 3   | Tiburones de La Guaira    | Universitario de Caracas                 | 20 de diciembre | 7:30p. m. | Venevisión   |
| Navegantes del Magallanes | 7 - 6   | Caribes de Oriente        | La Ceiba                                 | 21 de diciembre | 7:30p. m. |              |
| Leones del Caracas        | 2 - 11  | Tiburones de La Guaira    | Universitario de Caracas                 | 21 de diciembre | 7:30p. m. | Meridiano TV |
| Cardenales de Lara        | 11 - 6  | Águilas del Zulia         | Luis Aparicio "El Grande"                | 21 de diciembre | 7:30p. m. |              |
| Tigres de Aragua          | 4 - 6   | Pastora de Los Llanos     | Estadio Bachiller Julio Hernández Molina | 21 de diciembre | 7:30p. m. |              |
| Leones del Caracas        | 1 - 7   | Tigres de Aragua          | José Pérez Colmenares                    | 22 de diciembre | 4:15p. m. | Fox Sports   |
| Pastora de Los Llanos     | 3 - 1   | Tiburones de La Guaira    | Universitario de Caracas                 | 22 de diciembre | 5:00p. m. |              |
| Pastora de Los Llanos     | 3 - 2   | Tiburones de La Guaira    | Universitario de Caracas                 | 22 de diciembre | 8:30p. m. |              |
| Navegantes del Magallanes | 4 - 7   | Caribes de Oriente        | Alfonso Chico Carrasquel                 | 22 de diciembre | 7:30p. m. |              |
| Cardenales de Lara        | 4 - 6   | Águilas del Zulia         | Luis Aparicio "El Grande"                | 22 de diciembre | 7:30p. m. |              |
| Pastora de Los Llanos     | 3 - 6   | Tigres de Aragua          | José Pérez Colmenares                    | 23 de diciembre | 1:00p. m. |              |
| Navegantes del Magallanes | 4 - 1   | Caribes de Oriente        | Alfonso Chico Carrasquel                 | 23 de diciembre | 4:15p. m. | Venevisión   |
| Tiburones de La Guaira    | 7 - 14  | Cardenales de Lara        | Antonio Herrera Gutiérrez                | 23 de diciembre | 7:30p. m. | Promar TV    |
| Águilas del Zulia         | 4 - 2   | Tigres de Aragua          | José Pérez Colmenares                    | 26 de diciembre | 1:30p. m. | Venevisión   |
| Leones del Caracas        | 10 - 6  | Pastora de Los Llanos     | Estadio Bachiller Julio Hernández Molina | 26 de diciembre | 2:30p. m. |              |
| Caribes de Oriente        | 11 - 10 | Tiburones de La Guaira    | Universitario de Caracas                 | 26 de diciembre | 4:00p. m. |              |
| Cardenales de Lara        | 9 - 1   | Navegantes del Magallanes | José Bernardo Pérez                      | 26 de diciembre | 5:30p. m. |              |
| Navegantes del Magallanes | 2 - 10  | Tiburones de La Guaira    | Universitario de Caracas                 | 27 de diciembre | 7:30p. m. |              |
| Leones del Caracas        | 12 - 3  | Tigres de Aragua          | José Pérez Colmenares                    | 27 de diciembre | 7:30p. m. |              |
| Caribes de Oriente        | 7 - 5   | Pastora de Los Llanos     | Estadio Bachiller Julio Hernández Molina | 27 de diciembre | 7:30p. m. |              |
| Águilas del Zulia         | 4 - 8   | Cardenales de Lara        | Antonio Herrera Gutiérrez de Carora      | 27 de diciembre | 7:30p. m. | Promar TV    |

## Round Robin
| Pos | Equipo                | J  | G  | P  | V |
| --- | --------------------- | -- | -- | -- | - |
| 1   | Tigres de Aragua      | 16 | 11 | 5  | - |
| 2   | Leones del Caracas    | 16 | 9  | 7  | 2 |
| 3   | Caribes de Oriente    | 16 | 8  | 8  | 3 |
| 4   | Pastora de Los Llanos | 16 | 6  | 10 | 5 |
| 5   | Cardenales de Lara    | 16 | 6  | 10 | 5 |

|  | Clasificó a la Final de Liga |
|  | Quedó eliminado              |

### Partidos
| Caribes de Oriente    | 11 - 2 | Leones del Caracas    | Universitario de Caracas                 | 29 de diciembre | 7:30p. m. | Meridiano TV | Tigres de Aragua   |
| Pastora de Los Llanos | 3 - 2  | Cardenales de Lara    | Antonio Herrera Gutiérrez                | 29 de diciembre | 7:30p. m. | Promar TV    | Tigres de Aragua   |
| Caribes de Oriente    | 2 - 0  | Tigres de Aragua      | José Pérez Colmenares                    | 30 de diciembre | 7:30p. m. | Meridiano TV | Leones del Caracas |
| Cardenales de Lara    | 5 - 8  | Pastora de Los Llanos | Estadio Bachiller Julio Hernández Molina | 30 de diciembre | 7:30p. m. | Promar TV    | Leones del Caracas |
| Leones del Caracas    | 1 - 4  | Tigres de Aragua      | José Pérez Colmenares                    | 2 de enero      | 1:30p. m. | Venevisión   | Caribes de Oriente |
| Cardenales de Lara    | 4 - 9  | Pastora de Los Llanos | Estadio Bachiller Julio Hernández Molina | 2 de enero      | 6:30p. m. | Venevisión   | Caribes de Oriente |

| Tigres de Aragua      | 7 - 5  | Caribes de Oriente    | Alfonso Chico Carrasquel                 | 3 de enero | 7:30p. m. | Meridiano TV | Cardenales de Lara    |
| Leones del Caracas    | 1 - 0  | Pastora de Los Llanos | Estadio Bachiller Julio Hernández Molina | 3 de enero | 7:30p. m. |              | Cardenales de Lara    |
| Tigres de Aragua      | 8 - 2  | Caribes de Oriente    | Alfonso Chico Carrasquel                 | 4 de enero | 7:30p. m. | Meridiano TV | Pastora de Los Llanos |
| Leones del Caracas    | 11 - 3 | Cardenales de Lara    | Antonio Herrera Gutiérrez                | 4 de enero | 7:30p. m. | Venevisión   | Pastora de Los Llanos |
| Cardenales de Lara    | 3 - 5  | Caribes de Oriente    | Alfonso Chico Carrasquel                 | 5 de enero | 7:30p. m. |              | Tigres de Aragua      |
| Pastora de Los Llanos | 7 - 11 | Leones del Caracas    | Universitario de Caracas                 | 5 de enero | 7:30p. m. | Meridiano TV | Tigres de Aragua      |
| Cardenales de Lara    | 10 - 4 | Caribes de Oriente    | Alfonso Chico Carrasquel                 | 6 de enero | 7:30p. m. | Meridiano TV | Leones del Caracas    |
| Pastora de Los Llanos | 5 - 6  | Tigres de Aragua      | José Pérez Colmenares                    | 6 de enero | 7:30p. m. |              | Leones del Caracas    |
| Cardenales de Lara    | 0 - 8  | Tigres de Aragua      | José Pérez Colmenares                    | 7 de enero | 7:30p. m. | Promar TV    | Caribes de Oriente    |
| Leones del Caracas    | 0 - 2  | Pastora de Los Llanos | Estadio Bachiller Julio Hernández Molina | 7 de enero | 7:30p. m. | Meridiano TV | Caribes de Oriente    |
| Pastora de Los Llanos | 2 - 9  | Tigres de Aragua      | José Pérez Colmenares                    | 8 de enero | 5:30p. m. | Meridiano TV | Cardenales de Lara    |
| Caribes de Oriente    | 6 - 5  | Leones del Caracas    | Universitario de Caracas                 | 8 de enero | 6:30p. m. | Venevisión   | Cardenales de Lara    |
| Caribes de Oriente    | 7 - 3  | Cardenales de Lara    | Antonio Herrera Gutiérrez                | 9 de enero | 1:30p. m. | Venevisión   | Pastora de Los Llanos |
| Tigres de Aragua      | 1 - 3  | Leones del Caracas    | Universitario de Caracas                 | 9 de enero | 6:00p. m. | Venevisión   | Pastora de Los Llanos |

| Leones del Caracas    | 5 - 4  | Cardenales de Lara    | Antonio Herrera Gutiérrez                               | 10 de enero                 | 7:30p. m.  | Promar TV    | Tigres de Aragua      |
| Caribes de Oriente    | 13 - 4 | Pastora de Los Llanos | Estadio Bachiller Julio Hernández Molina                | 10 de enero                 | 7:30p. m.  | Meridiano TV | Tigres de Aragua      |
| Caribes de Oriente    | 4 - 8  | Cardenales de Lara    | Antonio Herrera Gutiérrez                               | 11 de enero                 | 7:30p. m.  | Promar TV    | Leones del Caracas    |
| Tigres de Aragua      | 11 - 1 | Pastora de Los Llanos | Estadio Bachiller Julio Hernández Molina                | 11 de enero                 | 7:30p. m.  | Venevisión   | Leones del Caracas    |
| Leones del Caracas    | 2 - 3  | Tigres de Aragua      | José Pérez Colmenares                                   | 12 de enero                 | 5:30p. m.  | Meridiano TV | Caribes de Oriente    |
| Pastora de Los Llanos | 4 - 5  | Cardenales de Lara    | Antonio Herrera Gutiérrez                               | 12 de enero                 | 5:30p. m.  | Promar TV    | Caribes de Oriente    |
| Leones del Caracas    | 6 - 12 | Caribes de Oriente    | Alfonso Chico Carrasquel                                | 13 de enero                 | 7:30p. m.  | Venevisión   | Cardenales de Lara    |
| Tigres de Aragua      | 11 - 3 | Pastora de Los Llanos | Estadio Bachiller Julio Hernández Molina                | 13 de enero                 | 7:30p. m.  | Meridiano TV | Cardenales de Lara    |
| Leones del Caracas    | 13 - 7 | Caribes de Oriente    | Alfonso Chico Carrasquel                                | 14 de enero                 | 7:30p. m.  |              | Pastora de Los Llanos |
| Tigres de Aragua      | 4 - 7  | Cardenales de Lara    | Antonio Herrera Gutiérrez Divina Pastora (Barquisimeto) | 14 de enero                 | 7:30p. m.  | Meridiano TV | Pastora de Los Llanos |
| Pastora de Los Llanos | 8 - 4  | Caribes de Oriente    | Alfonso Chico Carrasquel                                | 15 de enero Día del Maestro | 5:30p. m.  | Meridiano TV | Tigres de Aragua      |
| Cardenales de Lara    | 3 - 4  | Leones del Caracas    | Universitario de Caracas                                | 15 de enero Día del Maestro | 6:30p. m.  | Venevisión   | Tigres de Aragua      |
| Cardenales de Lara    | 4 - 2  | Tigres de Aragua      | José Pérez Colmenares                                   | 16 de enero                 | 12:15p. m. | Venevisión   | Leones del Caracas    |
| Pastora de Los Llanos | 4 - 10 | Caribes de Oriente    | Alfonso Chico Carrasquel                                | 16 de enero                 | 5:30p. m.  | Venevisión   | Leones del Caracas    |

| Pastora de Los Llanos | 5 - 6   | Leones del Caracas    | Universitario de Caracas                 | 17 de enero | 7:30p. m. |              | Caribes de Oriente    |
| Tigres de Aragua      | 2 - 4   | Cardenales de Lara    | Antonio Herrera Gutiérrez                | 17 de enero | 7:30p. m. | Promar TV    | Caribes de Oriente    |
| Tigres de Aragua      | 11 - 10 | Leones del Caracas    | Universitario de Caracas                 | 18 de enero | 7:30p. m. | Venevisión   | Cardenales de Lara    |
| Caribes de Oriente    | 2 - 7   | Pastora de Los Llanos | Estadio Bachiller Julio Hernández Molina | 18 de enero | 7:30p. m. | Meridiano TV | Cardenales de Lara    |
| Cardenales de Lara    | 1 - 2   | Leones del Caracas    | Universitario de Caracas                 | 19 de enero | 7:30p. m. | Venevisión   | Pastora de Los Llanos |
| Caribes de Oriente    | 4 - 3   | Tigres de Aragua      | José Pérez Colmenares                    | 19 de enero | 7:30p. m. | Meridiano TV | Pastora de Los Llanos |

## Serie Final
| Pos | Equipo             | J | G | P | AVE. | V |
| --- | ------------------ | - | - | - | ---- | - |
| 1   | Tigres de Aragua   | 7 | 4 | 3 | .571 | - |
| 2   | Leones del Caracas | 7 | 3 | 4 | .429 | 1 |

| Juego      | Visitante          | Resultado | Casa               | Estadio                          | TV                       |
| ---------- | ------------------ | --------- | ------------------ | -------------------------------- | ------------------------ |
| 1.er Juego | Leones del Caracas | 10-3      | Tigres de Aragua   | Estadio José Pérez Colmenares    | Meridiano TV, Venevisión |
| 2.º Juego  | Leones del Caracas | 3-4       | Tigres de Aragua   | Estadio José Pérez Colmenares    | Meridiano TV, Venevisión |
| 3.er Juego | Tigres de Aragua   | 12-5      | Leones del Caracas | Estadio Universitario de Caracas | Meridiano TV, Venevisión |
| 4.º Juego  | Tigres de Aragua   | 3-5       | Leones del Caracas | Estadio Universitario de Caracas | Meridiano TV, Venevisión |
| 5.º Juego  | Tigres de Aragua   | 14-3      | Leones del Caracas | Estadio Universitario de Caracas | Meridiano TV, Venevisión |
| 6.º Juego  | Leones del Caracas | 14-10     | Tigres de Aragua   | Estadio José Pérez Colmenares    | Meridiano TV, Venevisión |
| 7.º Juego  | Leones del Caracas | 6-7       | Tigres de Aragua   | Estadio José Pérez Colmenares    | Meridiano TV, Venevisión |

Tigres de Aragua

Campeón